# Ciupercenii Vechi, Dolj
Ciupercenii Vechi este un sat ce aparține municipiului Calafat din județul Dolj, Oltenia, România.
Satul are o populație de 1.800 locuitori.

 Acest articol despre o localitate din județul Dolj este deocamdată un ciot. Puteți ajuta Wikipedia prin completarea lui.